# カール・ローネルト
カール・ユリウス・ローネルト（Karl Julius Lohnert、1885年10月27日 - 1944年1月21日）は、ドイツの天文学者、心理学者。

## 生涯
ウンターエーヴィスハイムで生まれる。1905年に高校を卒業した後、ローネルトはハイデルベルク大学で4学期の間学んだ。その間彼は1905年から1907年までドイツの天文学者マックス・ヴォルフの助手として働き、この間に4つの小惑星を発見し、星雲の近くの星の分布を研究した。
ライプツィヒ大学で心理学を10学期学び、ローネルトは、ヴィルヘルム・ヴントとヨハネス・フォルケルトの下で博士号を取得した。ローネルトは、長方形の形状の知覚をするための装置を製作し、被験者がアスペクト比が違う2つの長方形をすばやく観察できるようにした。
ローネルトによって1907年に発見された小惑星のひとつである (635) フンティアは、ヴィルヘルム・ヴントにちなんで命名された。
ライプツィヒで1944年に58歳で死去した。

## 発見
1906年から1907年の間に、ローネルトはハイデルベルクで4つの小惑星 (618) エルフリーデ、(623) キマエラ、(635) フンティア、(639) ラトナを発見した。
2011年にルッツ・D・シュマーデルによって、カール・ラインムートが1931年に発見した小惑星 (11434) 1931 TC2にローネルトの名が付けられた。

## 著作
- Die Sternverteilung um die großen Nebel bei ξ Persei und 12 Monocerotis. In: Publikationen des Astrophysikalischen Instituts Königstuhl-Heidelberg., Band 2, 1906, S. 159–165
- Beobachtungen veränderlicher Sterne von Aug. 1905 bis Okt. 1906. In: Publikationen des Astrophysikalischen Instituts Königstuhl-Heidelberg., Band 3, Nummer 6, 1908, S. 113–123
- Untersuchungen über die Auffassung von Rechtecken. (Dissertation) W. Engelmann, Leipzig, Berlin. 1913 OCLC 223981597